# Habronattus americanus
Habronattus americanus es una especie de araña saltadora del género Habronattus, familia Salticidae. Fue descrita científicamente por Keyserling en 1885.

## Descripción
La araña hembra es marrón y gris, con una pequeña gama de colores. La araña macho es de color negro desde arriba y el pedipalpo del macho es rojo, junto con partes de las patas. El color rojo se usa para atraer a las hembras con demostraciones de cortejo.

## Hábitat
Esta especie vive en el oeste de América del Norte, desde la Columbia Británica, Canadá, en el norte hasta California, Estados Unidos. Se extiende desde la costa hasta Alberta y Montana. Puede llegar más lejos, pero el conocimiento actual se basa solo en avistamientos informados.